# خرانگبور دروگیه
خرانگبور دروگیه (به لهستانی:  Chranibory Drugie) یک روستا در لهستان است که در گمینا بوتشکی واقع شده‌است.